# エア・インディア
エア・インディア（英語: Air India, ヒンディー語: एअर इंडिया）は、インドの航空会社。デリー、ムンバイを本拠地としている、インドのフラッグ・キャリアである。
機体に書かれているデーヴァナーガリー文字の社名をそのままカタカナに変換すると、「エーアル・インディヤー」になるが、日本の報道機関では「エア・インディア」の表記が使われている。
かつては国営企業として運行していたが、多額の負債を抱え、「タタ・グループ」に買収された。現在の株式は、タタ・グループ(74.9%)とシンガポール航空(25.1%)が保有している。タタ・グループの資本により、急速に規模を拡大している。

## 歴史

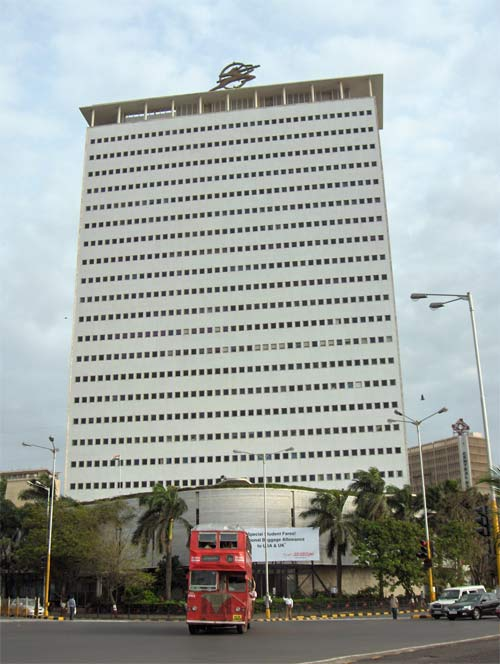
エア・インディア本社（ムンバイ）

- イギリスの植民地下にあった1932年に、実業家で飛行家としても知られるジャハンギール・ラタンジ・ダーダーバーイ・タタによって、「タタ航空」として設立された。
- 1932年4月、インペリアル・エアウェイズの郵便輸送契約を獲得し、イギリス製のデ・ハビランド プス・モスを2機使用して運航を開始した。
- 1938年にタタ・エア・サービス(Tata Air Services)と改名され、後にタタ・エアラインズ(Tata Airlines)と改名された。
- 第二次世界大戦中、軍隊、物資の輸送や、難民の救助、飛行機のメンテナンスなどで、イギリス空軍を支援した。
- 1946年に現在の社名「エア・インディア」となった。
- 独立後の1948年にタタ・グループを離れ、インド政府との半官半民体制になった。
- 1948年6月8日、当時の最新鋭機ロッキード スーパーコンステレーションを導入し、初の国際線となるロンドン線へ進出した[3]。
- 1960年2月21日、ボーイング707-420を導入し、アジアの航空会社として初めてジェット機を保有した[4]。
- 1960年5月14日にニューヨークへの就航を開始した。
- 1962年6月11日、エア・インディアは世界で初めて、全機をジェット機に統一した。
- 1971年、超大型機のボーイング747-200Bを導入し、機体の塗装だけでなく、ブランドも刷新した。
- 1977年、創設から会長を務めてきたJ.R.D.タタが会長を引退。
- 1986年、エアバスA310-300型機を導入。
- 1988年、ボーイング747-300M型機を導入。
- 1993年、ボーイング747-400型機を導入し、ニューヨーク-デリー間で初の直行便を運航した[5]。
- 2004年5月、インドの国内線や、中東および東南アジア路線を運航する子会社として、エア・インディア・エクスプレスを立ち上げた。

- 2007年、ボーイング777を導入。

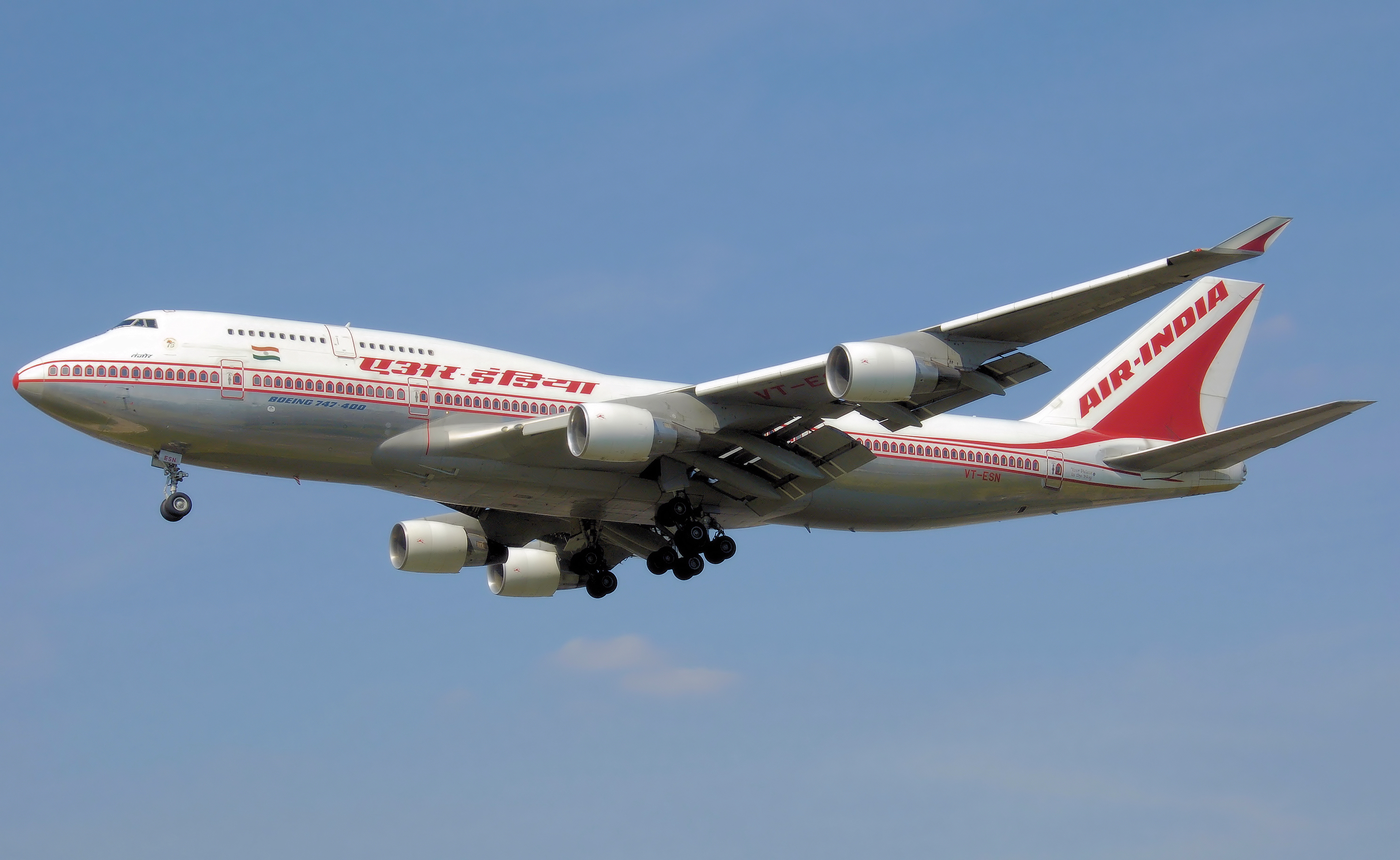
インディアン航空との合併まで使用された旧塗装

旧ロゴ

- 2007年にインディアン航空（同じく国有会社で、国内線及び近距離国際線を担当していた）と対等合併し、インドの国際線、国内線に就航する最大の航空会社となった。新会社名はインド国有航空会社（National Aviation Company of India Limited）となり、「エア・インディア」はブランド名として使用されている。 合併後機体の塗装リニューアルが進められていた中、国内線においてはしばらくAIとIC(旧インディアン航空)の2種類の便名が併用されていたが、現在はAIに統一されている。

- 2007年12月には、スターアライアンスへの加盟が承認され[6]、加盟準備が進められていたが、2011年7月31日、エアインディアが加盟条件を満たさなかったため、加盟が保留となった[7][8]。
- 2013年1月、経営悪化への対応として、最新鋭のボーイング787を売却し、リースバックすることで調達した資金を通じて、未払いの会費の一部を清算した。
- 2013年12月にスターアライアンス加盟手続きが再開され[9]、2014年7月11日に加盟した[10]。
- 2017年6月28日、インド政府はエア・インディアの民営化を承認し、詳細を決定する委員会を設置した。
- 国営企業としての非効率性は累積債務を生み、2020年段階で80億ドル以上の赤字を抱えている。インド政府は、2020年1月、債務のうち約32億6000万ドルを引き受けることを条件に全株式の売却に向け入札を行った[11]。
- 2021年5月21日、サイバー攻撃を受け、パスポート、クレジットカード情報、生年月日、氏名、チケット情報など、世界中の約450万人の顧客の個人情報が漏洩したと報じられた[12]。
- 2022年1月27日、タタ・グループがインド政府から、エア・インディアの株式100％、同子会社の格安航空会社エア・インディア・エクスプレス（AIXL）の株式100％、そして空港のグランドハンドリング事業を行うエア・インディアSATSエアポート・サービシズ（AISATS）の同社保有株式50％を、総額1,800億ルピー（約2,700億円、1ルピー＝約1.5円）で買収したことが発表された。これによりエア・インディアは同社を創業したタタ・グループに再び戻ることになった[13]。
- 2022年11月2日、エアアジア・インディアを買収すると発表し[14]、同月29日にタタグループ主導でエア・インディアにビスタラも合併すると発表し、ビスタラ出資しているシンガポール航空はエア・インディア株式を保有するとしている[15]。なお、ビスタラが運航していた羽田発着枠はエア・インディアが引き継ぐ見込み。
- 2023年8月に新塗装を発表。デーヴァナーガリー文字の表記をやめ、「AIR INDIA」のローマ字表記がスターボード・サイド及びボードサイドに表記される。初号機はエアバスA350型機で、以降の受領機から新塗装となる[16]。
- 2024年11月12日、ビスタラとの合併を完了した[17]。

## 日本との関係
| 便名      | 路線      | 路線   | 機材            |
| --------- | --------- | ------ | --------------- |
| AI357/358 | 東京/羽田 | デリー | ボーイング787-8 |

### 日本との歴史
- 1955年5月7日、ロッキード スーパーコンステレーション機を使用し、ムンバイ-カルカッタ-バンコク-香港-東京/羽田線に就航した。
- 1970年代、大阪国際空港(伊丹)に就航。
- 1994年、大阪の発着空港を、伊丹から関西国際空港に変更。
- 2013年11月以降、東京/成田-デリー線、大阪/関西-香港経由-デリー線の2路線をボーイング787-8型機[18]にて運航している[19][20]。
- 2013年10月29日から、関空線にボーイング787機を投入。関西空港を発着するボーイング787型機による定期便はこれが初となった。
- 2019年9月17日をもって、大阪/関西-香港経由-デリー線を運休[21]。
- 翌日の羽田線開設にあたって、2025年3月30日をもって、東京/成田線から撤退。
- 2025年3月31日から、東京/羽田-デリー線に就航。機材は成田線から変わらずボーイング787-8型機[22]。また、合わせて、全日本空輸(ANA)の国内線とのコードシェアを拡大する。

### その他
- 成田国際空港においては全日本空輸など他のスターアライアンスメンバーの航空会社が第1旅客ターミナル南ウイングを使用している中で、エア・インディアのみ唯一第2旅客ターミナルを使用していた。

## 保有機材
エア・インディアが発注したボーイング社製航空機の顧客番号（カスタマーコード）は37で、航空機の形式名は747-437、777-237ER、777-237LRなどとなる。
タタグループによるエアアジア・インディア、ビスタラとの統合により保有機材転籍の可能性が報じられ、2023年2月にエアバスから250機（A320neo:140機, A321neo:70機, A350-900:6機, A350-1000:34機）、ボーイングから220機ほかオプション70機（737 MAX 8/10:190機, 777-9:10機, 787-9:20機）という800億ドルの大型契約を締結したと発表した。
| 機種                           | 保有数 | 発注数 | 乗客数 | 乗客数 | 乗客数 | 乗客数 | 乗客数 | 備考                     |
| 機種                           | 保有数 | 発注数 | F      | C      | W      | Y      | 計     | 備考                     |
| ------------------------------ | ------ | ------ | ------ | ------ | ------ | ------ | ------ | ------------------------ |
| エアバスA319-100               | 6      | -      | -      | 8      | -      | 114    | 122    |                          |
| エアバスA320-200               | 4      | -      | -      | 12     | -      | 138    | 150    |                          |
| エアバスA320neo                | 94     | 90     | -      | 8      | 24     | 132    | 164    | 3クラス164席仕様に改装中 |
| エアバスA320neo                | 94     | 90     | -      | 12     | -      | 150    | 162    | 3クラス164席仕様に改装中 |
| エアバスA320neo                | 94     | 90     | -      | -      | -      | 180    | 180    | 3クラス164席仕様に改装中 |
| エアバスA321-200               | 13     | -      | -      | 12     | -      | 170    | 182    |                          |
| エアバスA321neo                | 7      | 210    | -      | 12     | 24     | 152    | 188    |                          |
| エアバスA321neo                | 7      | 210    | -      | 12     | -      | 180    | 192    |                          |
| エアバスA321LR                 | 4      | -      | -      | 12     | 24     | 152    | 188    |                          |
| エアバスA350-900               | 6      | 19     | -      | 28     | 24     | 264    | 316    |                          |
| エアバスA350-1000              | -      | 25     | 未定   | 未定   | 未定   | 未定   | 未定   |                          |
| ボーイング777-200LR            | 5      | -      | -      | 28     | 48     | 212    | 288    |                          |
| ボーイング777-300ER            | 19     | -      | 8      | 40     | -      | 280    | 322    |                          |
| ボーイング777-300ER            | 19     | -      | 4      | 35     | -      | 303    | 342    |                          |
| ボーイング777-9                | -      | 10     | 未定   | 未定   | 未定   | 未定   | 未定   |                          |
| ボーイング787-8                | 26     | -      | -      | 18     | -      | 238    | 256    | 事故により1機損失        |
| ボーイング787-8                | 26     | -      | -      | 18     | -      | 241    | 259    | 事故により1機損失        |
| ボーイング787-9                | 7      | 20     | -      | 30     | 36     | 226    | 292    | 20機のオプション付き     |
| ボーイング787-9                | 7      | 20     | -      | 30     | 21     | 248    | 299    | 20機のオプション付き     |
| エア・インディア・エクスプレス |        |        |        |        |        |        |        |                          |
| エアバスA320-200               | 24     | -      | -      | -      | -      | 180    | 180    |                          |
| エアバスA320neo                | 12     | -      | -      | -      | -      | 186    | 186    |                          |
| エアバスA321neo                | 3      | -      | -      | -      | -      | 232    | 232    |                          |
| ボーイング737-800              | 26     | -      | -      | -      | -      | 186    | 186    |                          |
| ボーイング737-800              | 26     | -      | -      | -      | -      | 189    | 189    |                          |
| ボーイング737-8 MAX            | 50     | 140    | -      | 8      | -      | 154    | 162    | 50機のオプション付き     |
| ボーイング737-8 MAX            | 50     | 140    | -      | 8      | -      | 160    | 168    | 50機のオプション付き     |
| ボーイング737-8 MAX            | 50     | 140    | -      | 8      | -      | 168    | 176    | 50機のオプション付き     |
| ボーイング737-8 MAX            | 50     | 140    | -      | 4      | -      | 174    | 178    | 50機のオプション付き     |
| ボーイング737-8 MAX            | 50     | 140    | -      | -      | -      | 178    | 178    | 50機のオプション付き     |
| ボーイング737-8 MAX            | 50     | 140    | -      | -      | -      | 184    | 184    | 50機のオプション付き     |
| ボーイング737-10 MAX           | -      | 140    | 未定   | 未定   | 未定   | 未定   | 未定   | 50機のオプション付き     |
| 合計                           | 306    | 514    |        |        |        |        |        |                          |

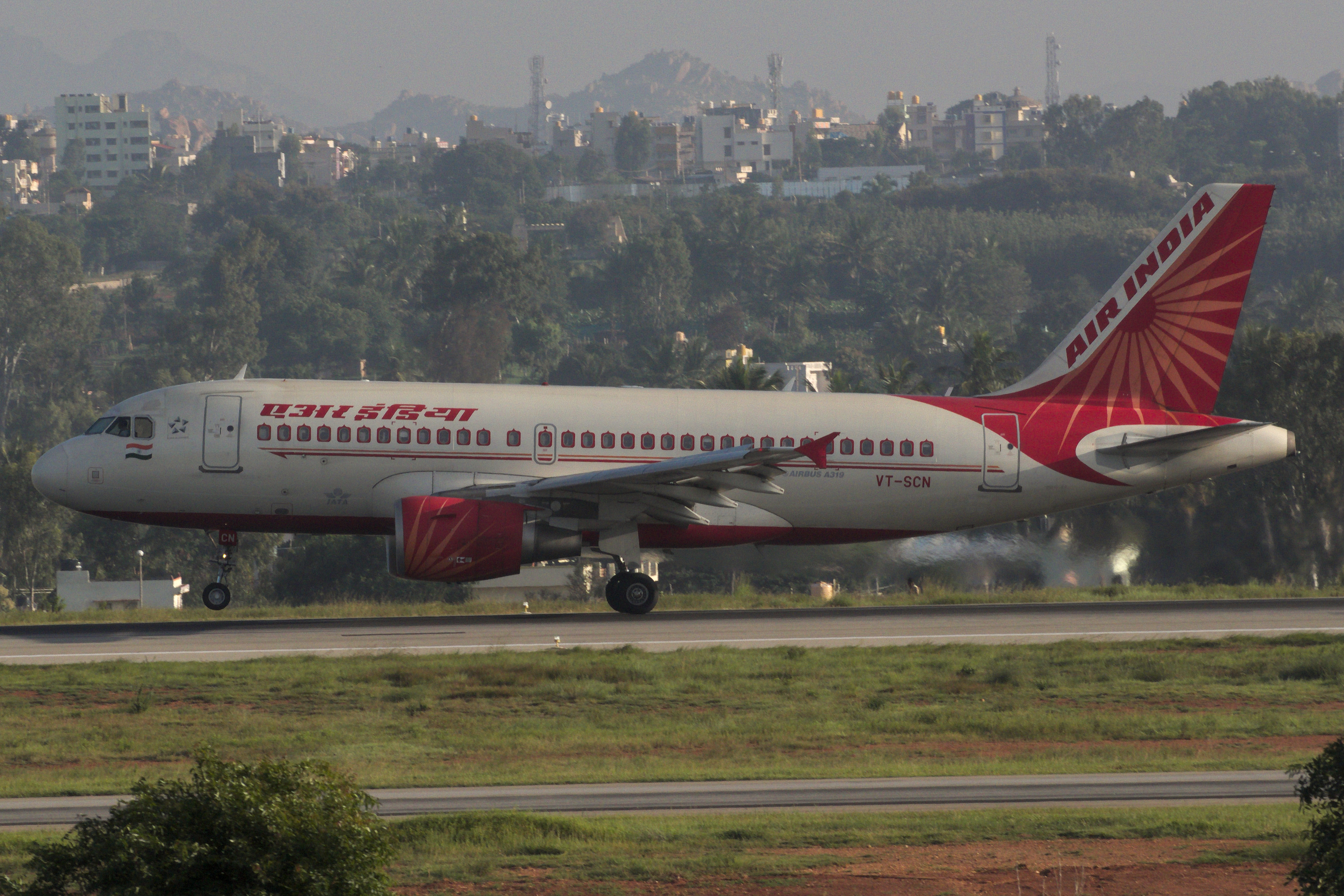
エアバスA319-100
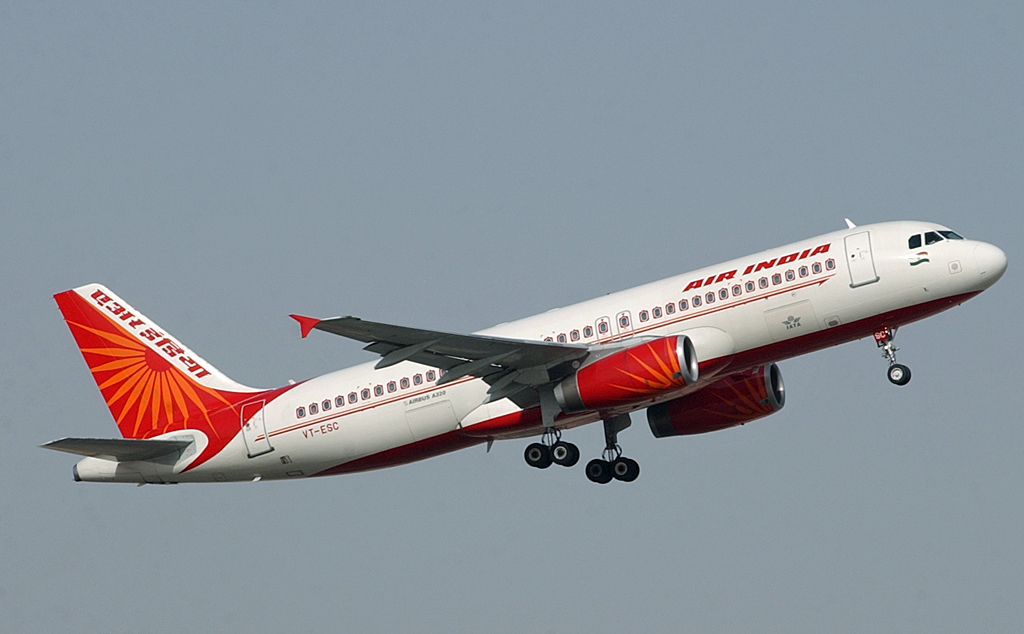
エアバスA320-200
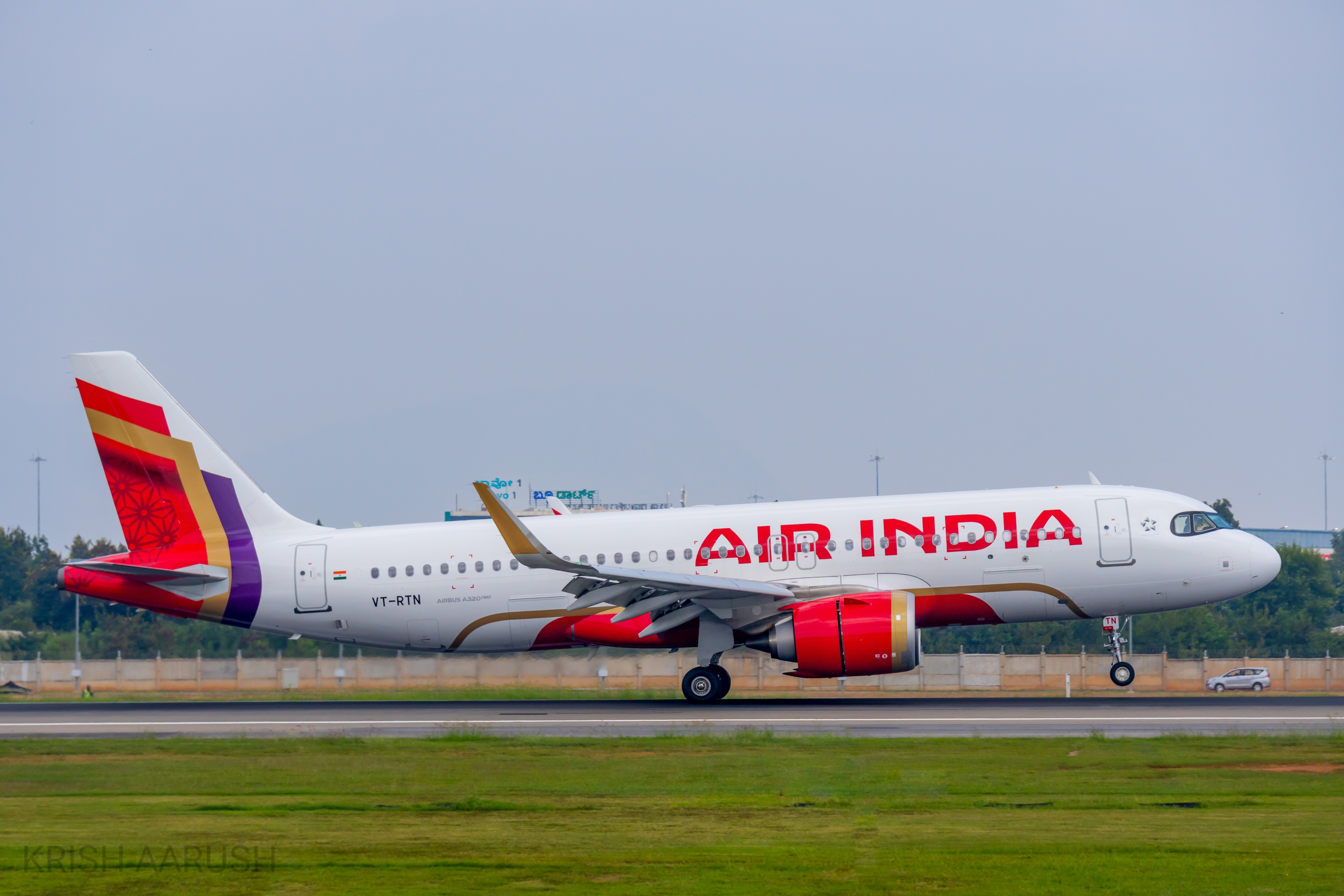
エアバスA320neo
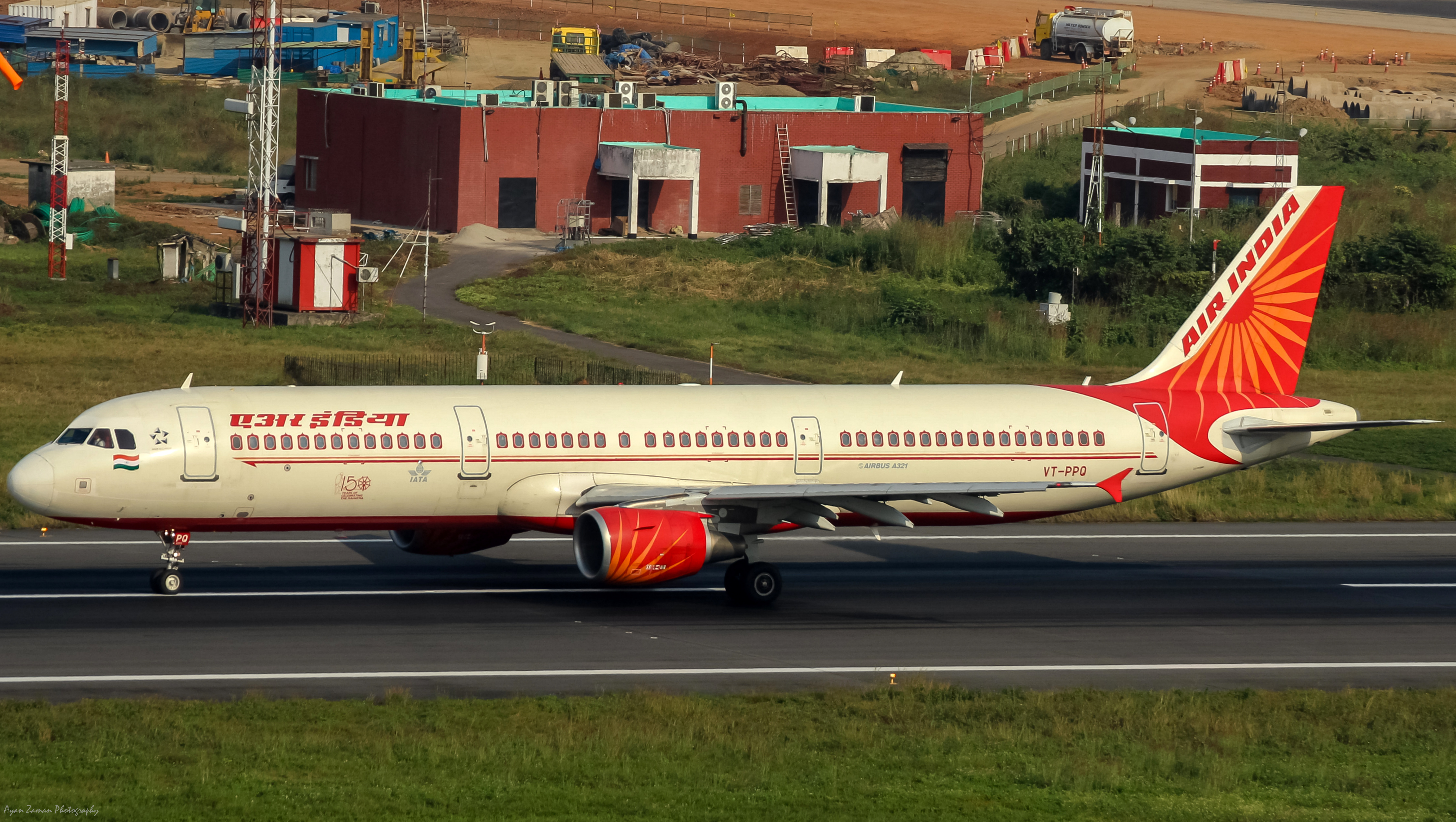
エアバスA321-200
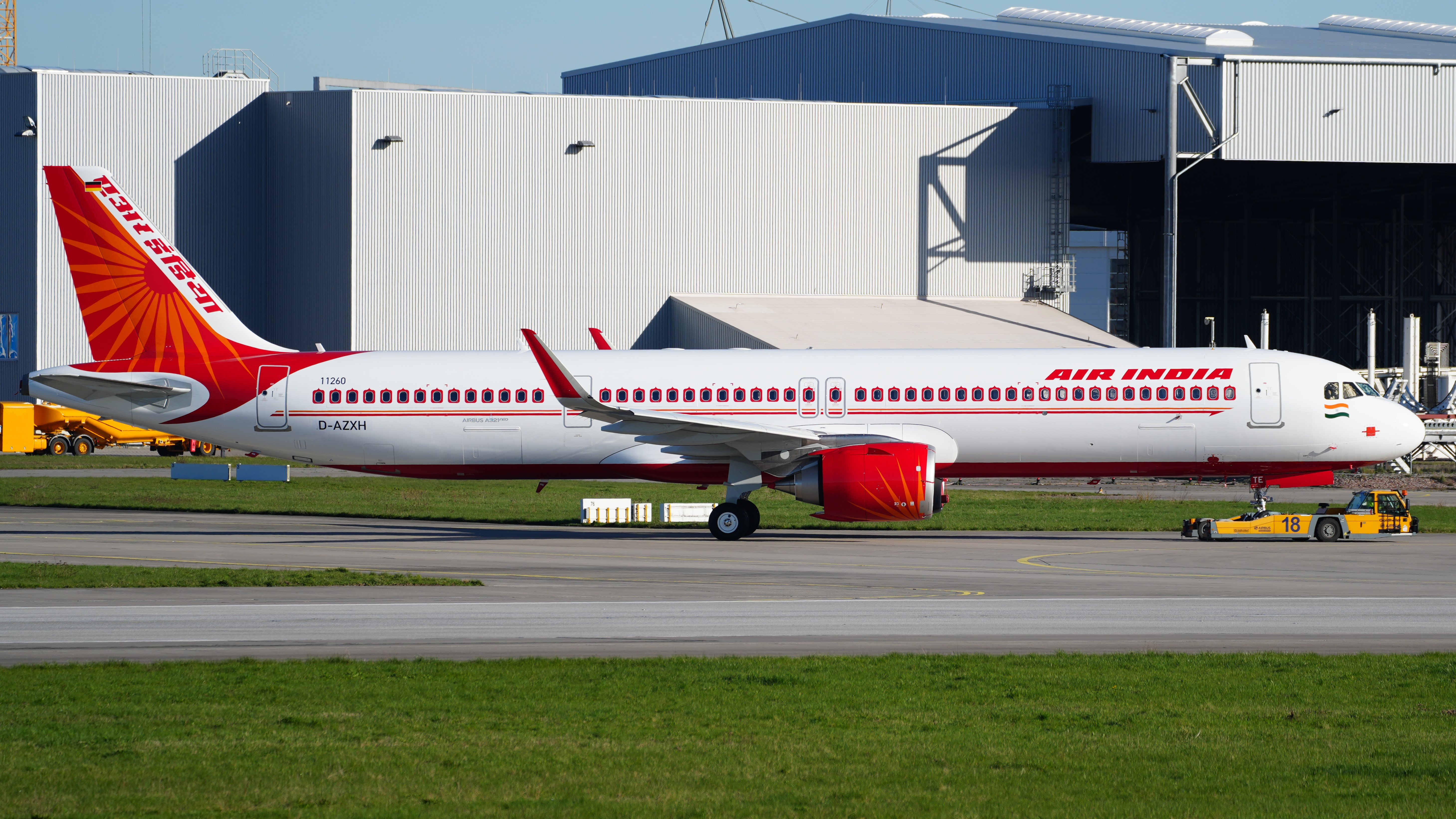
エアバスA321neo
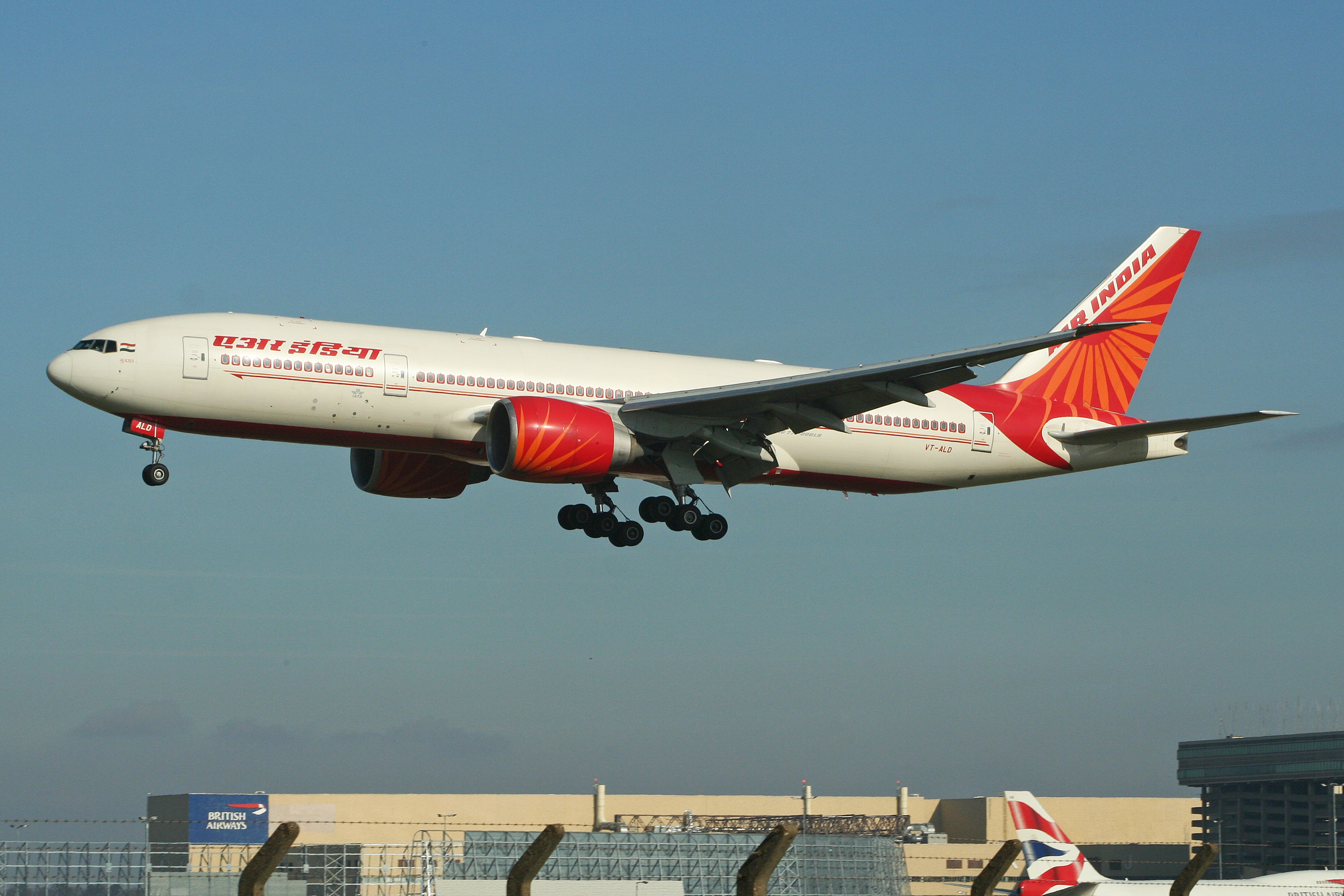
ボーイング777-200LR
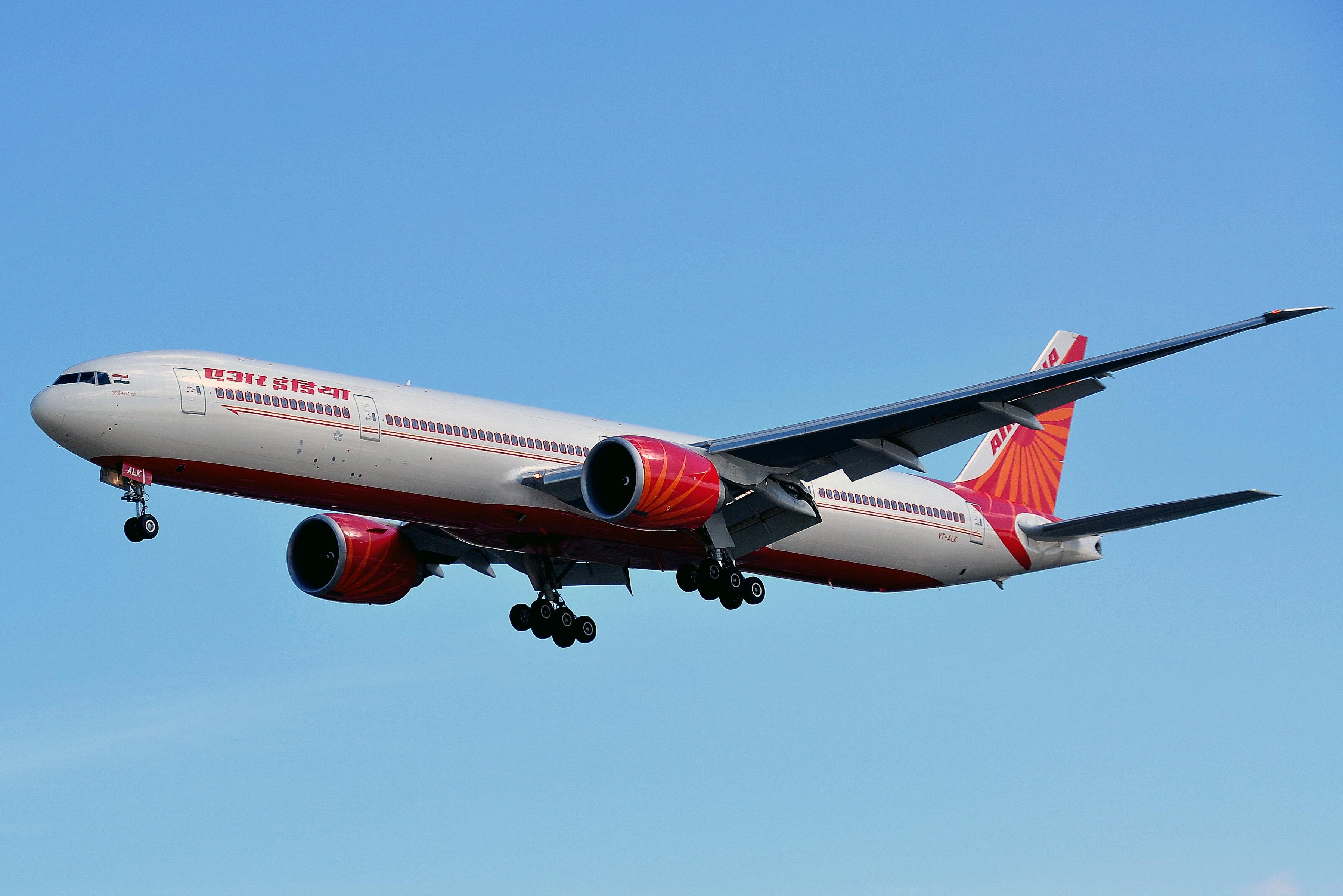
ボーイング777-300ER
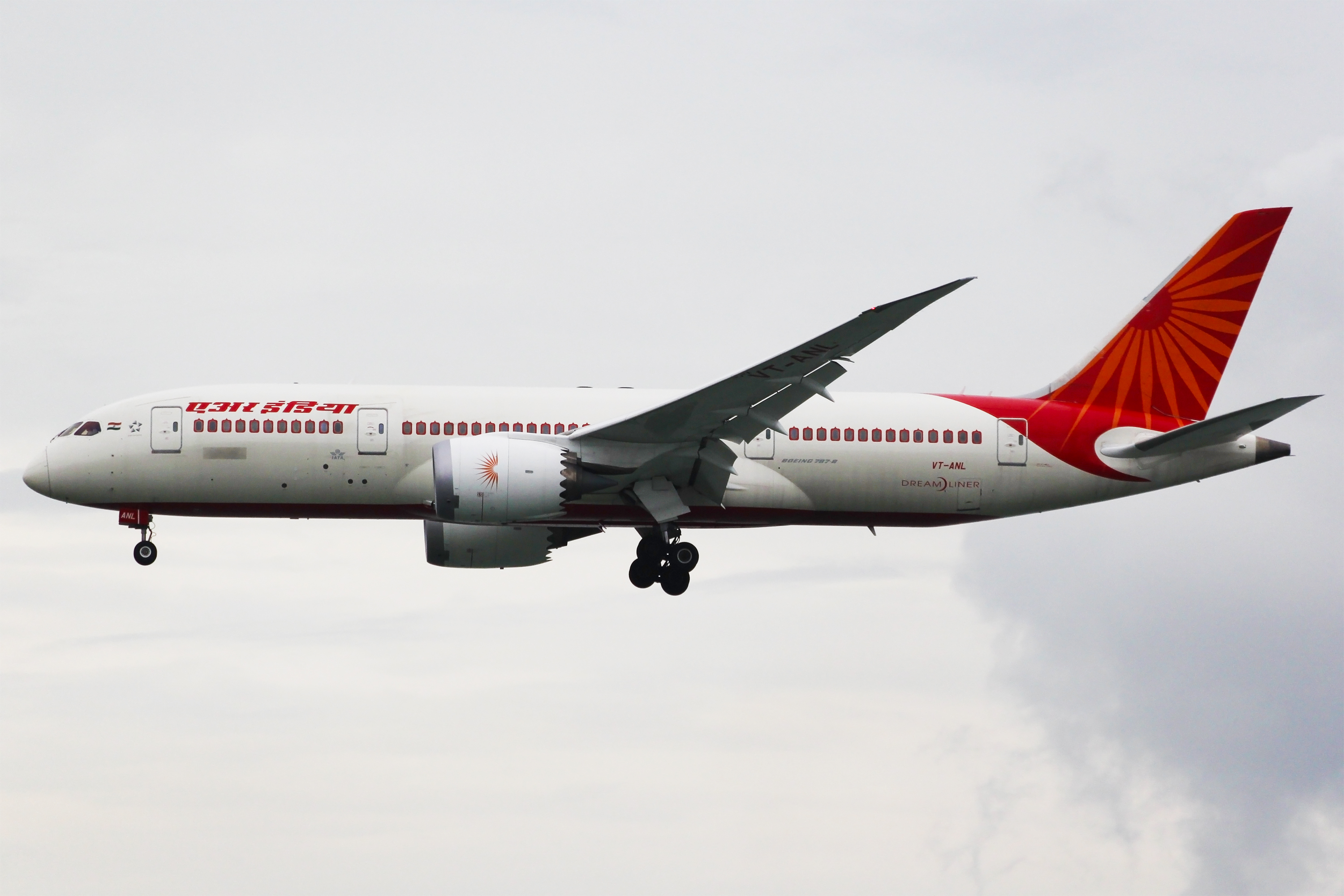
ボーイング787-8
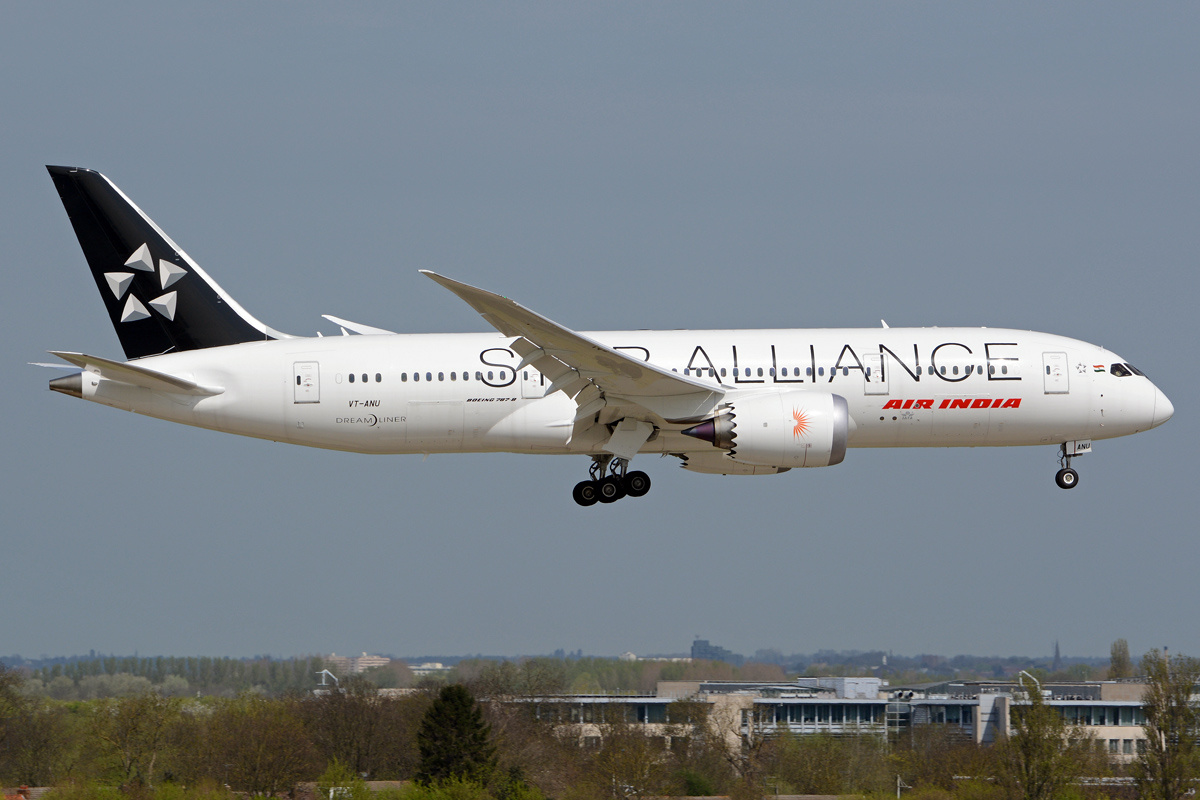
ボーイング787-8 (スターアライアンス塗装)

### 過去の保有機材
- エアバスA300B4
- エアバスA310-300
- エアバスA330-200
- ボーイング707-320B/320C/420
- ボーイング737-200
- ボーイング747-100/200B/200C
- ボーイング747-300/300M
- ボーイング747-400/400M
- ボーイング757-200
- ボーイング767-300ER
- ボーイング777-200/200ER
- デ・ハビランド DH.83 フォックス・モス
- デ・ハビランド DH.89 ドラゴン・ラピード
- デ・ハビランド DH.106 コメット
- デ・ハビランド プス・モス
- ダグラス DC-2
- ダグラス DC-3
- ダグラス DC-4
- ダグラス DC-8-60F/70F
- イリューシン62
- ロッキード L-749 コンステレーション/L-1049 スーパーコンステレーション
- ロッキード L-1011 トライスター
- ビッカース ヴァイキング

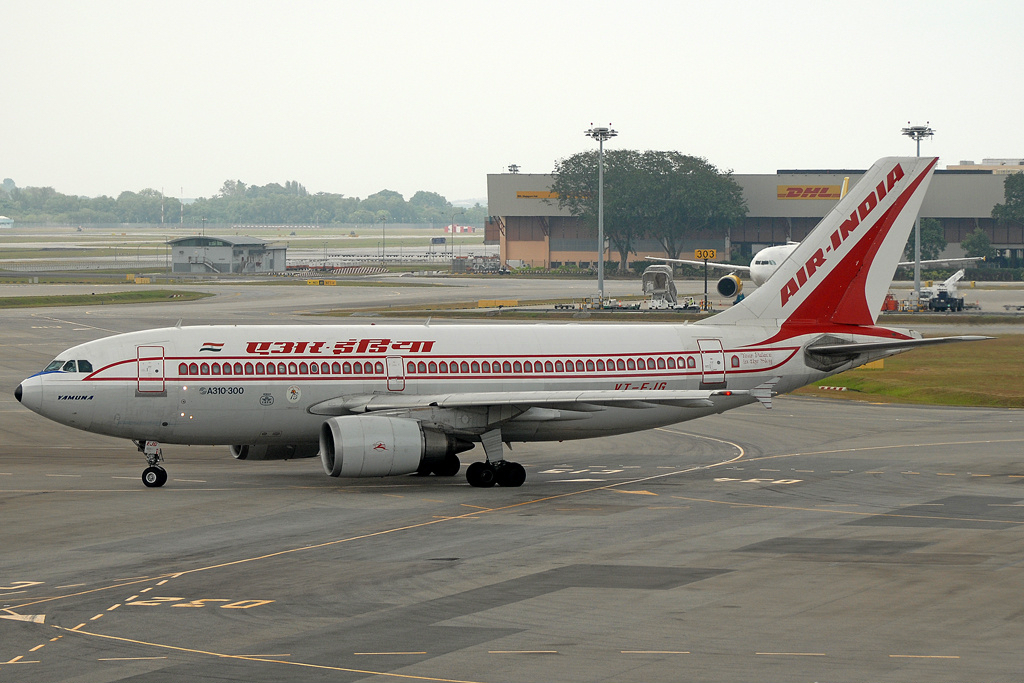
エアバスA310-300
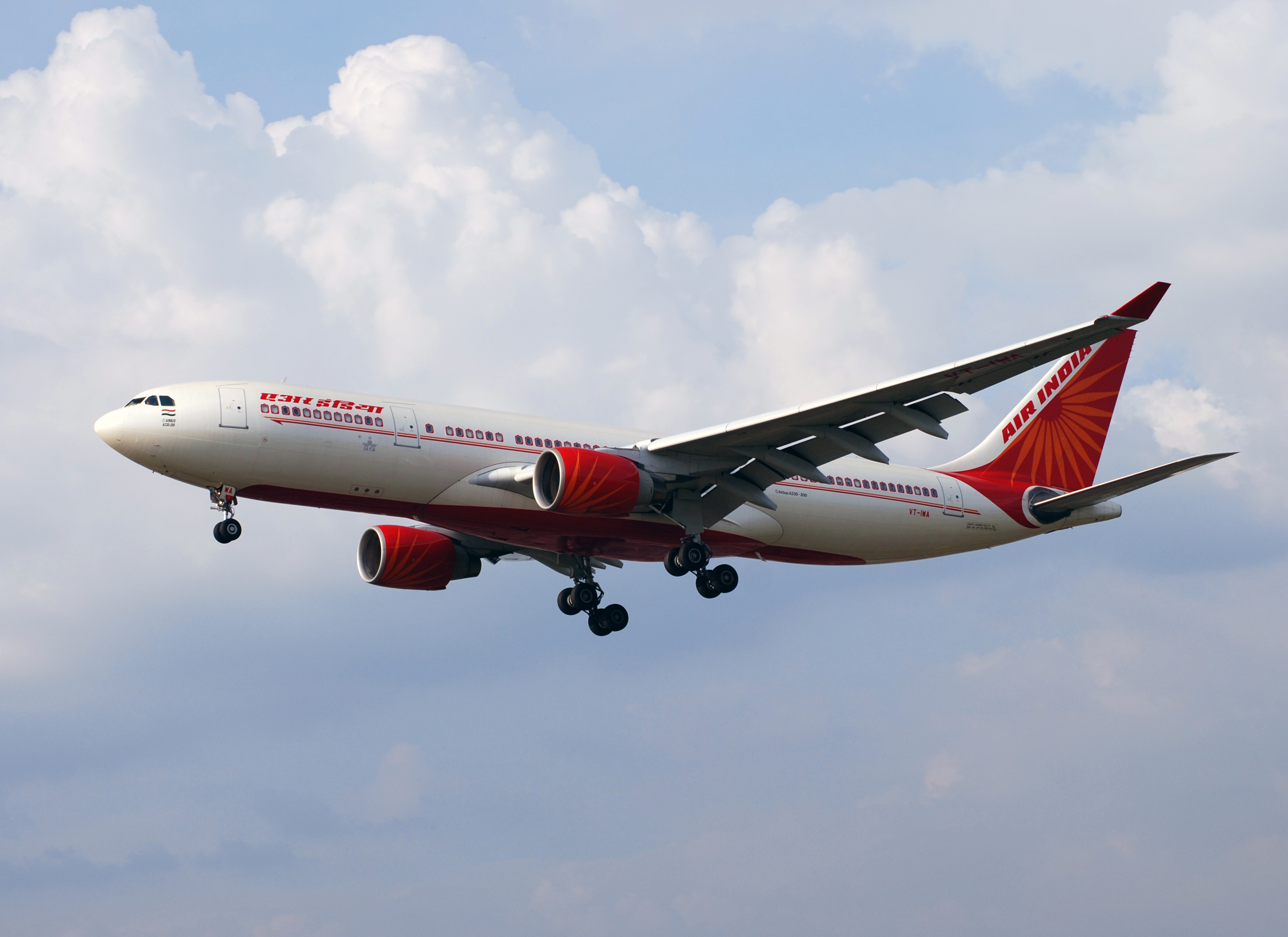
エアバスA330-200
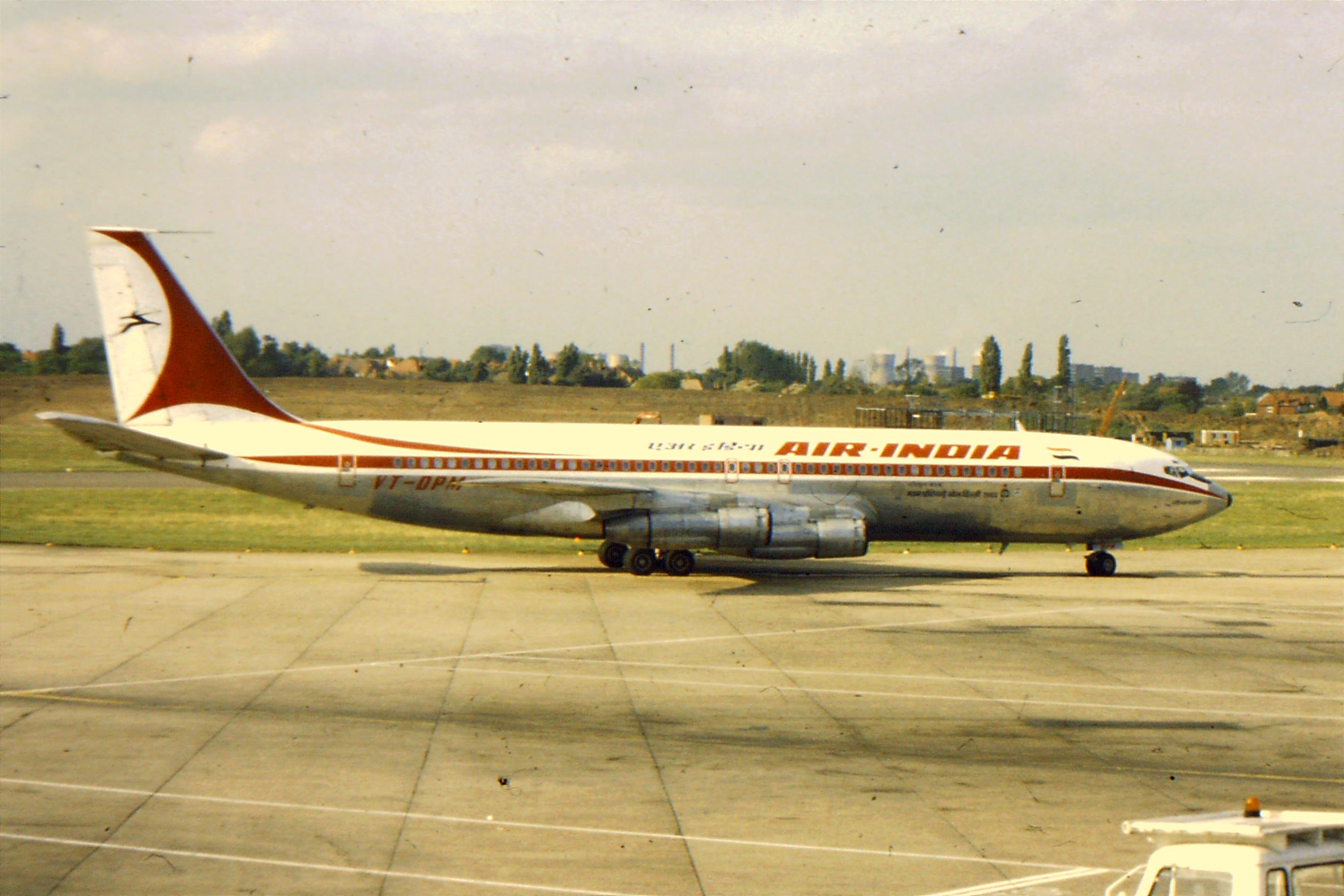
ボーイング707-320B
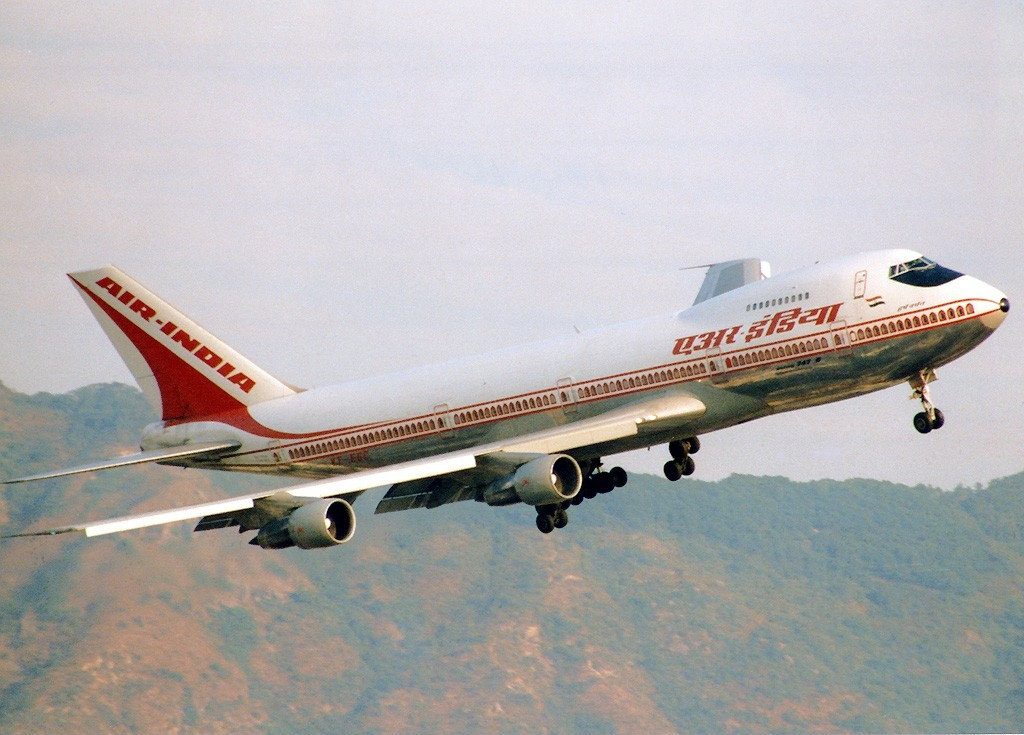
ボーイング747-200
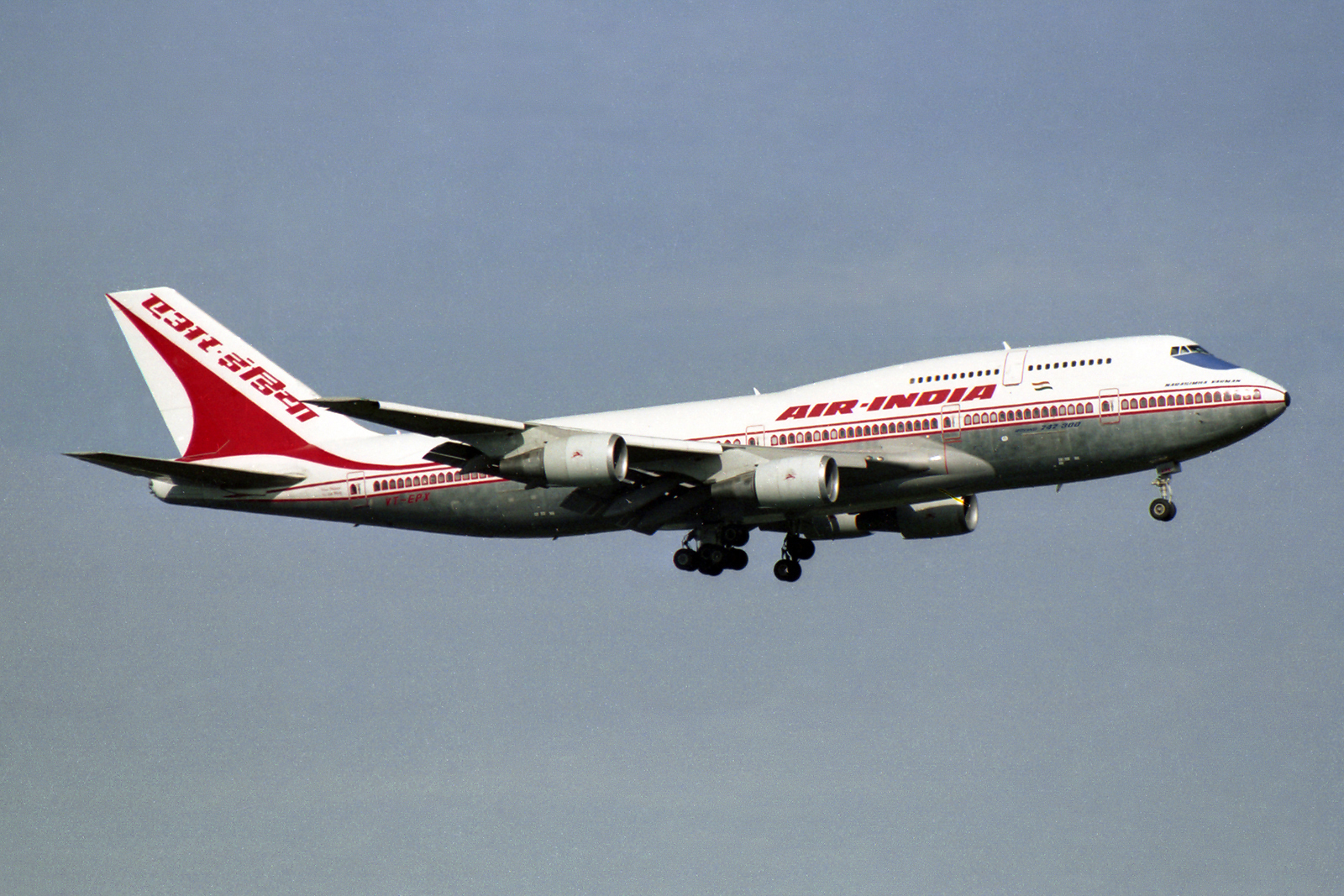
ボーイング747-300M
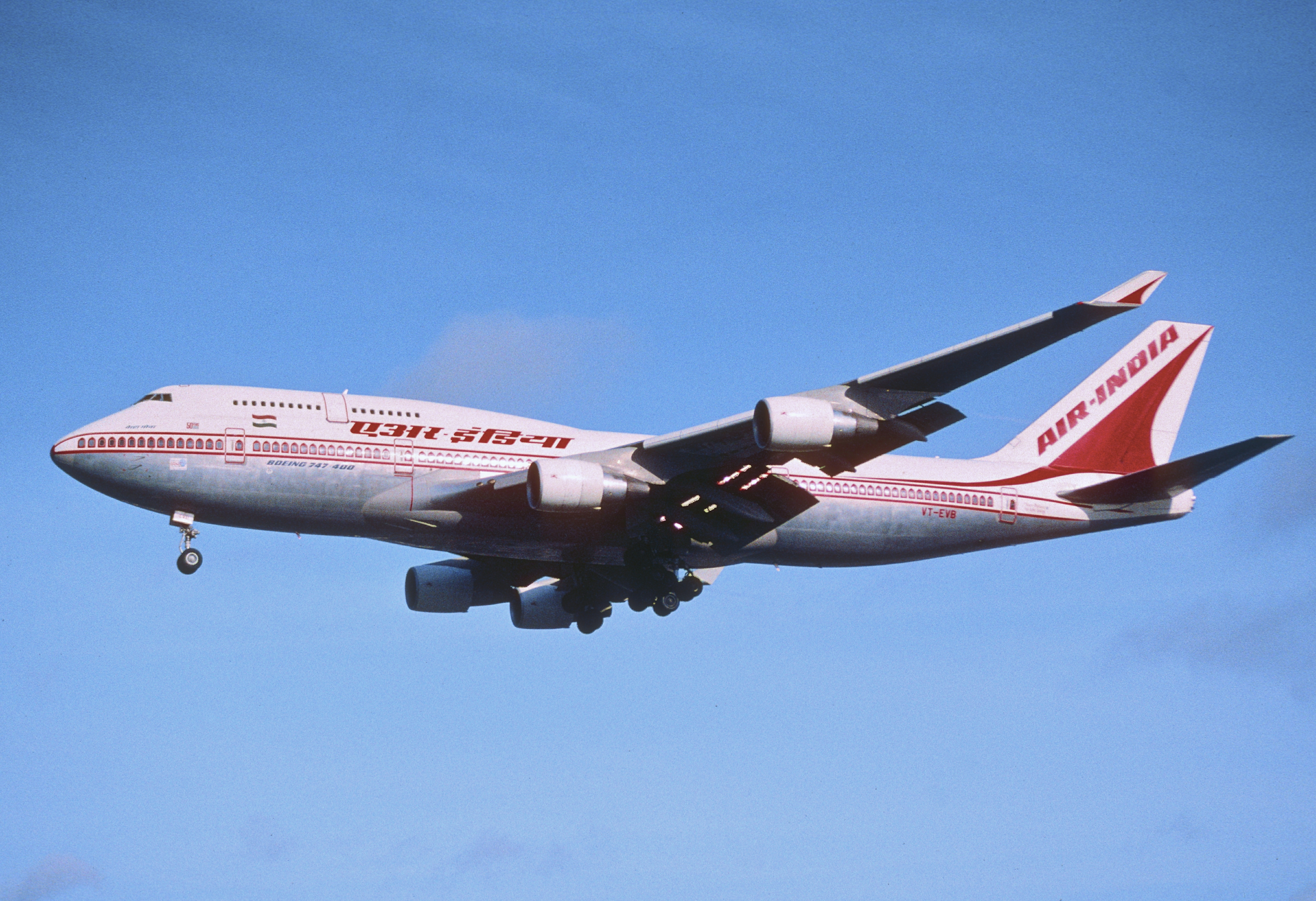
ボーイング747-400
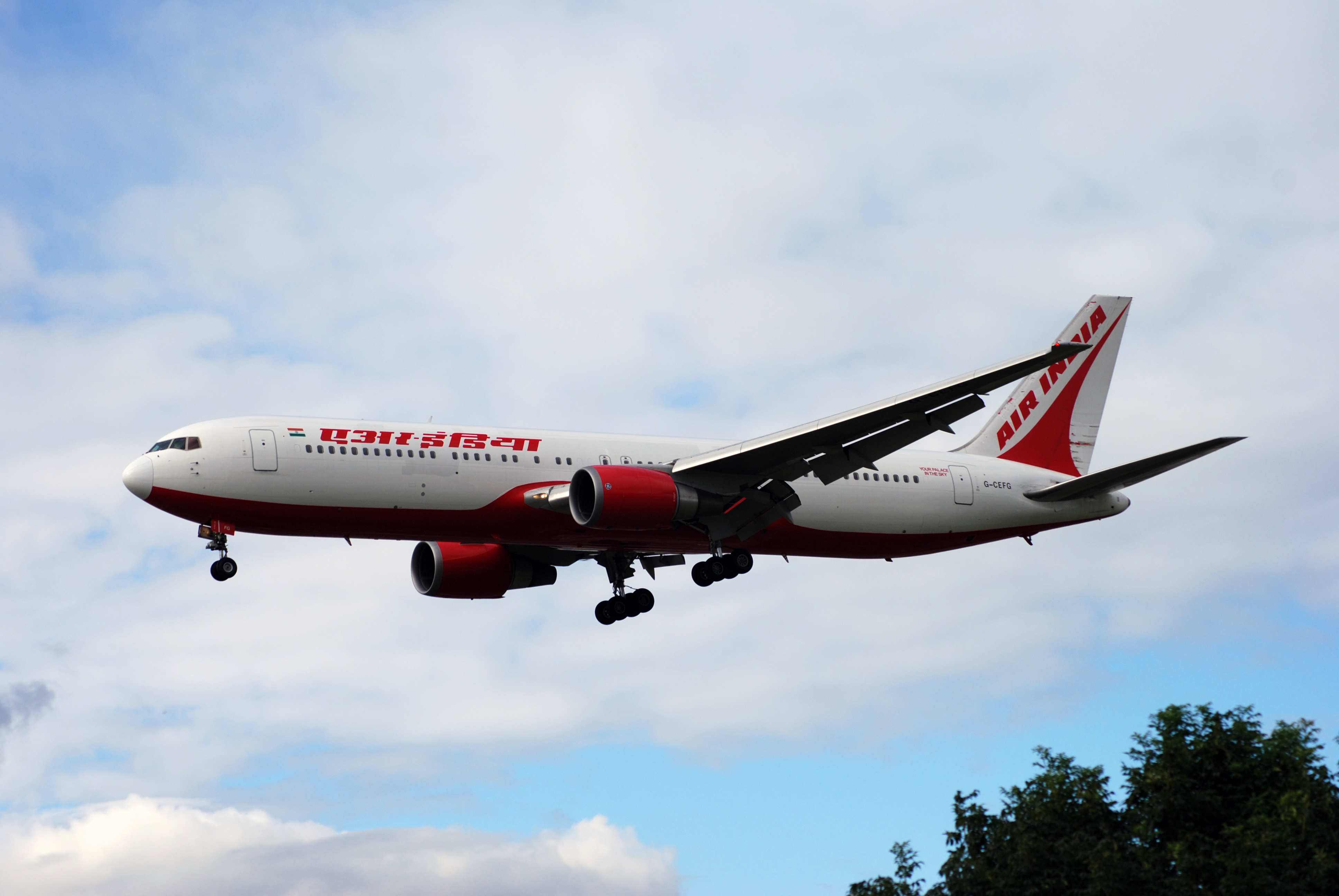
ボーイング767-300ER
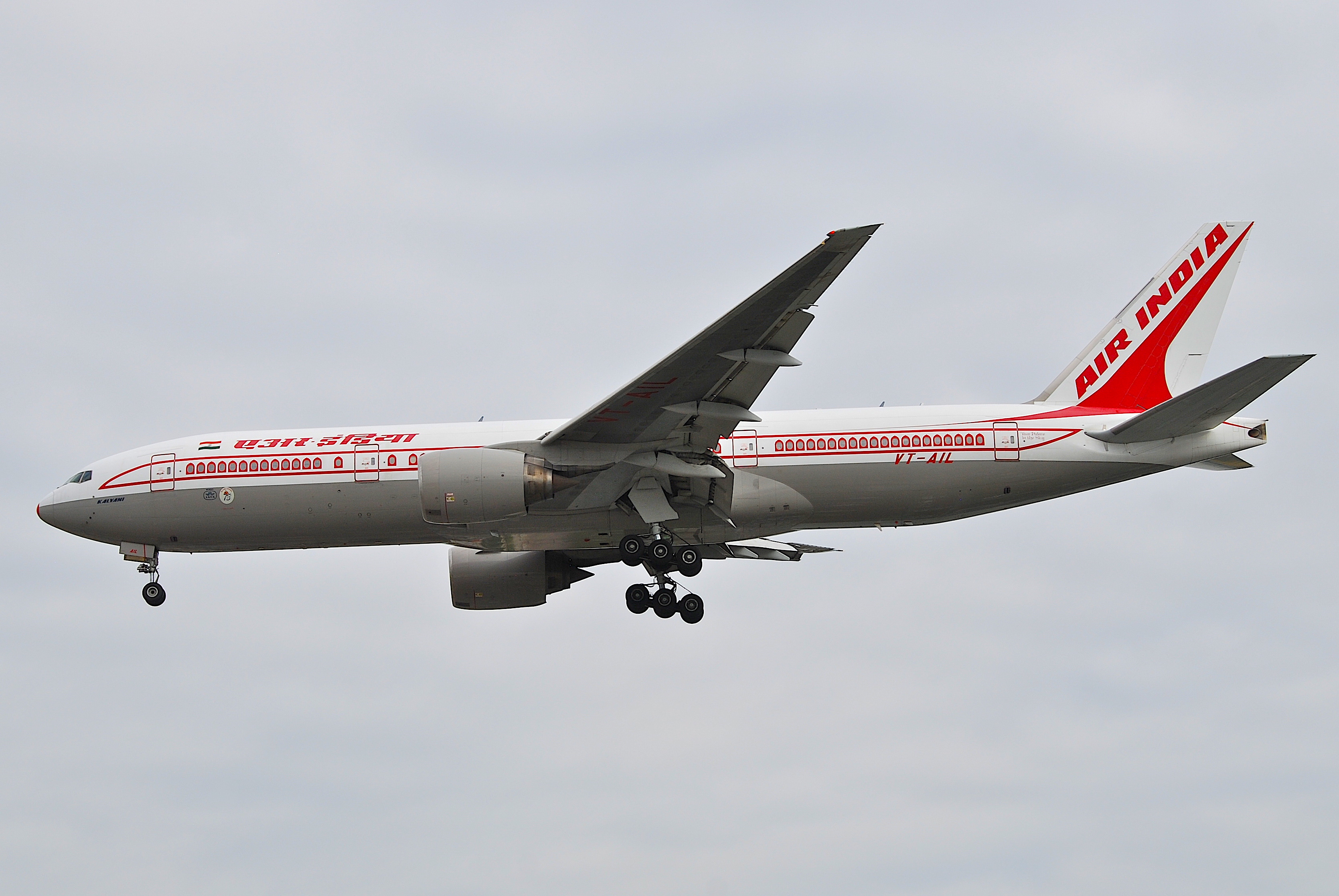
ボーイング777-200ER
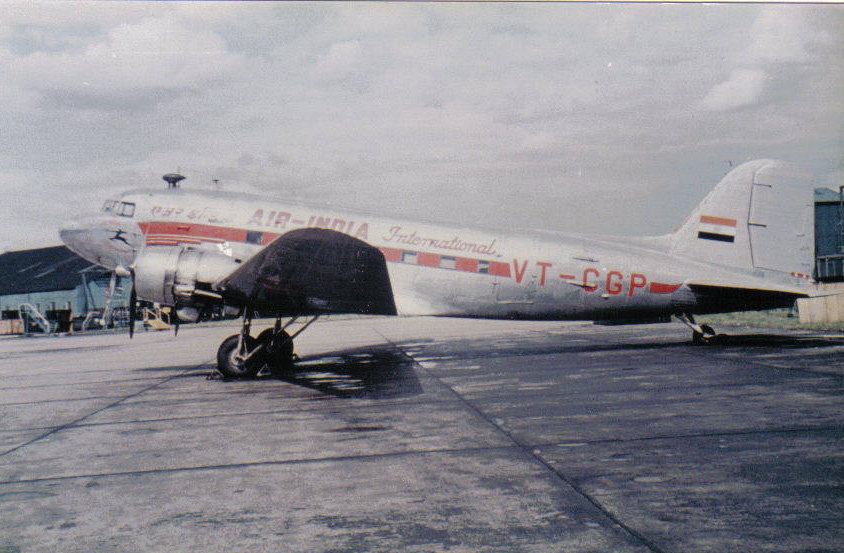
ダグラス DC-3
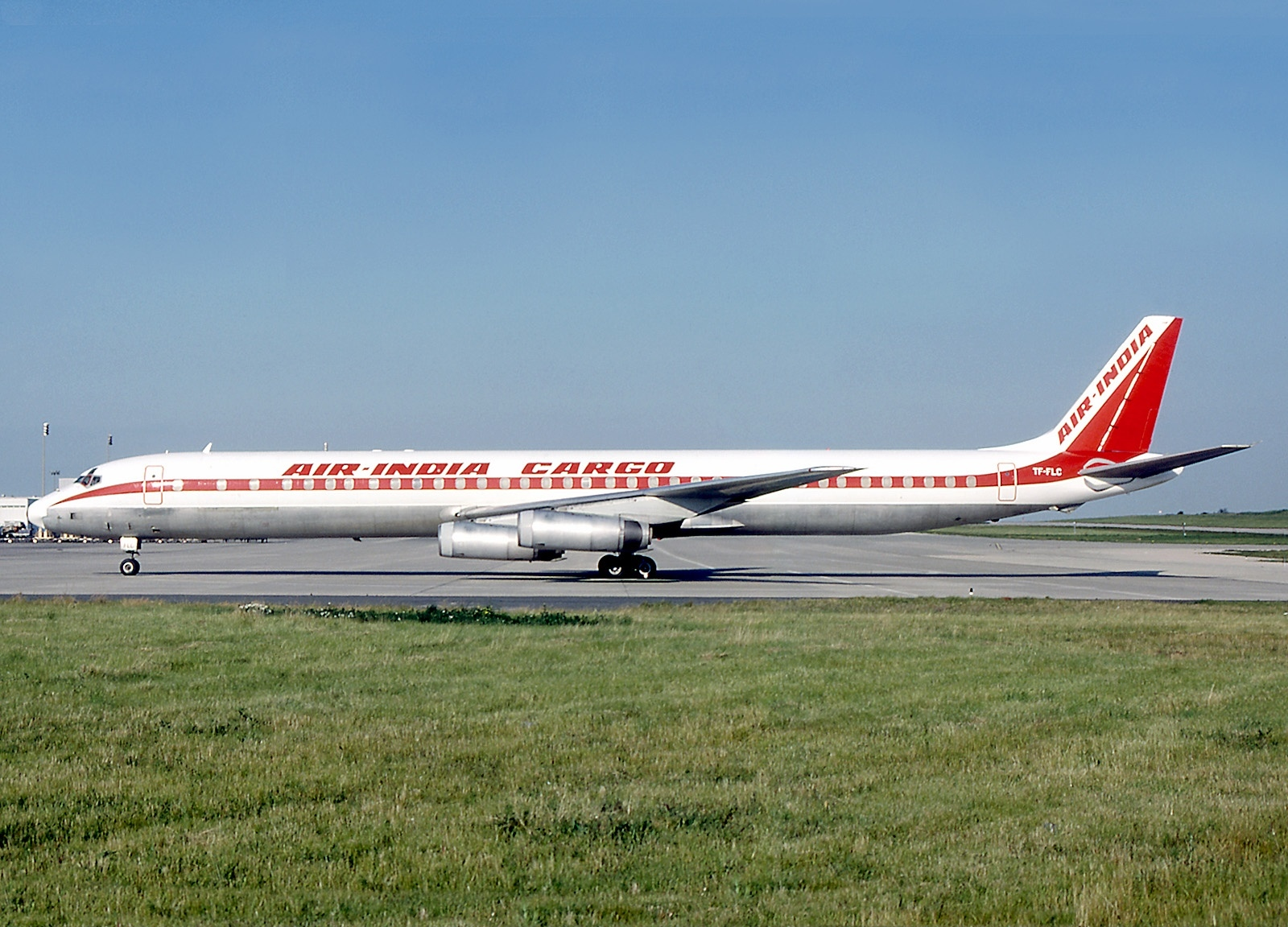
ダグラス DC-8-63CF
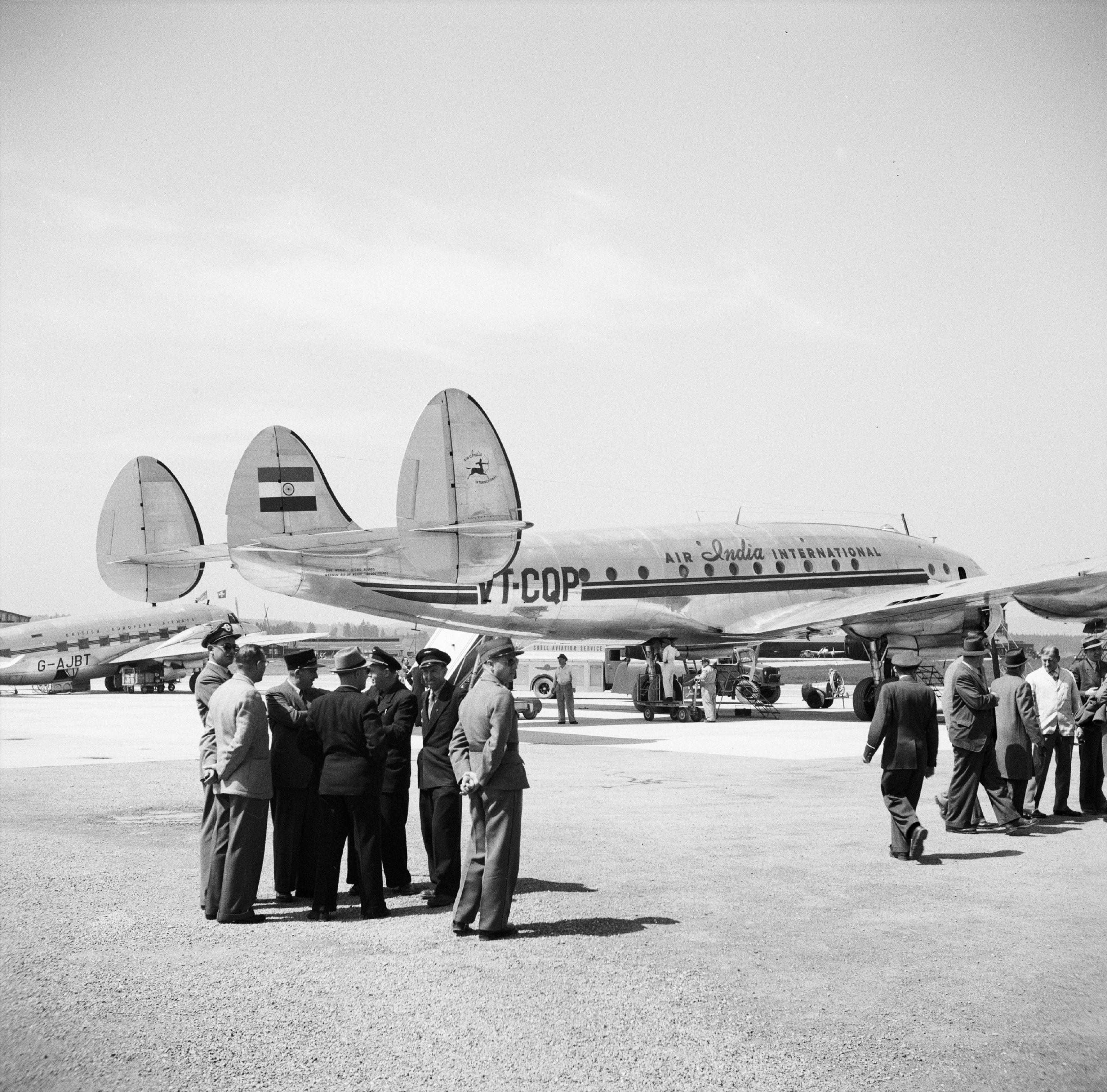
ロッキード L-749 コンステレーション
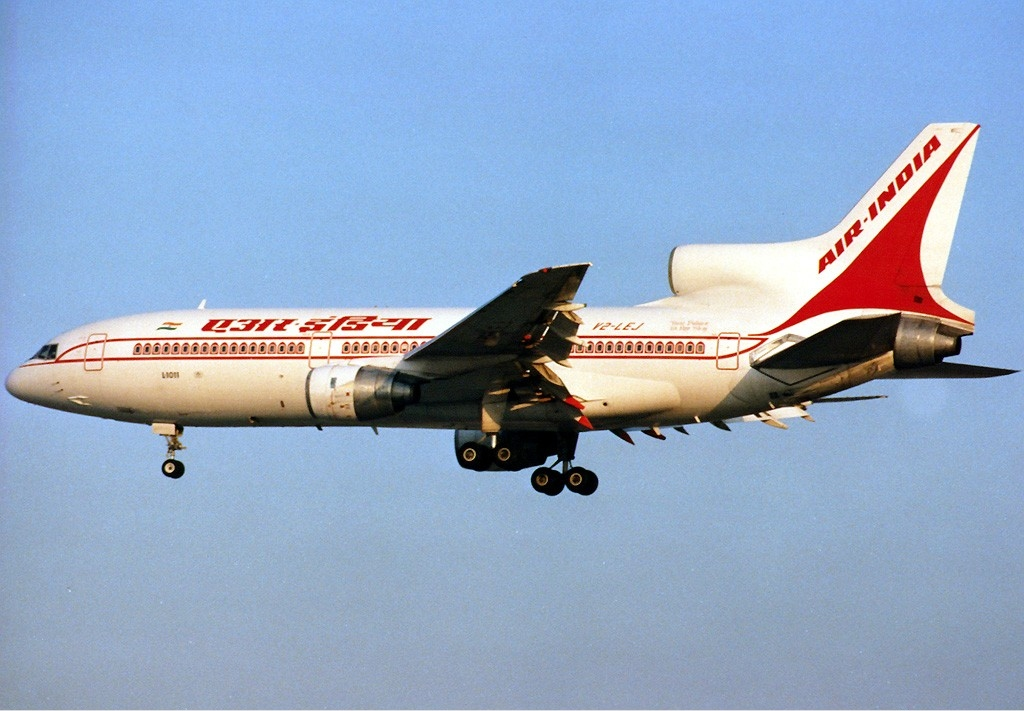
ロッキード L-1011 トライスター

### 塗装
現在でも大部分を占めている旧塗装は、赤と白の2色をベースに塗装されている。機体胴体部分は主に白く塗装され、窓ごとに赤い宮殿風の彫刻が施されている。左右それぞれ、ヒンディー語、英語の2言語で会社名を書いているのが特徴。窓のスキームは、スローガン「Your Palace in the Sky」に沿って設計された。
2023年8月10日、タタ・グループによる買収に合わせて、ロゴとカラーリングを刷新した。新塗装は、深い赤、紫、金色のハイライトと、チャクラから着想したデザインになっている。また、社名のヒンディー表記を消去し、英語の「AIR INDIA」表記に統一した。主に、エアバスA350-900に新塗装が施されている。

## 就航路線
| エア・インディア 就航都市 （2025年4月 現在） | エア・インディア 就航都市 （2025年4月 現在） | エア・インディア 就航都市 （2025年4月 現在）       | エア・インディア 就航都市 （2025年4月 現在） | エア・インディア 就航都市 （2025年4月 現在） |
| --- | -------------------------------------------- | -------------------------------------------------- | -------------------------------------------- | -------------------------------------------- |
| 国 | 都市                                         | 空港                                               | 備考                                         |                                              |
| 南アジア |                                              |                                                    |                                              |                                              |
| インド | デリー                                       | インディラ・ガンディー国際空港                     | ハブ空港                                     |                                              |
| インド | ムンバイ                                     | チャットラパティー・シヴァージー国際空港           | ハブ空港                                     |                                              |
| インド | コルカタ                                     | ネータージー・スバース・チャンドラ・ボース国際空港 | ハブ空港                                     |                                              |
| インド | チェンナイ                                   | チェンナイ国際空港                                 | ハブ空港                                     |                                              |
| インド | ベンガルール(バンガロール)                   | ケンペゴウダ国際空港                               | 焦点都市                                     |                                              |
| インド | アフマダーバード                             | アフマダーバード空港                               | 焦点都市                                     |                                              |
| インド | ハイデラバード                               | ラジーヴ・ガンディー国際空港                       | 焦点都市                                     |                                              |
| 他、アンダマン・ニコバル諸島1都市、アーンドラ・プラデーシュ州3都市、アッサム州5都市、ビハール州5都市、チャンディーガル(インド北部の都市)、ラーイプル、マディヤ・プラデーシュ州6都市、マハーラーシュトラ州4都市、ウッタル・プラデーシュ州6都市、ジャンムー・カシミール州3都市、ケーララ州3都市、ゴア州、タミル・ナードゥ州2都市など合計52都市。 |                                              |                                                    |                                              |                                              |
| バングラデシュ | ダッカ                                       | シャージャラル国際空港                             |                                              |                                              |
| モルディブ | マレ                                         | イブラヒム・ナシル国際空港                         |                                              |                                              |
| ネパール | カトマンズ                                   | トリブバン国際空港                                 |                                              |                                              |
| スリランカ | コロンボ                                     | バンダラナイケ国際空港                             |                                              |                                              |
| アフガニスタン | カーブル                                     | カーブル国際空港                                   |                                              |                                              |
| 東アジア |                                              |                                                    |                                              |                                              |
| 日本 | 東京                                         | 東京国際空港                                       |                                              |                                              |
| 韓国 | ソウル                                       | 仁川国際空港                                       |                                              |                                              |
| 中国 | 上海                                         | 上海浦東国際空港                                   |                                              |                                              |
| 香港 | 香港                                         | 香港国際空港                                       |                                              |                                              |
| 東南アジア |                                              |                                                    |                                              |                                              |
| マレーシア | クアラルンプール                             | クアラルンプール国際空港                           |                                              |                                              |
| インドネシア | ジャカルタ                                   | スカルノ・ハッタ国際空港                           |                                              |                                              |
| ミャンマー | ヤンゴン                                     | ヤンゴン国際空港                                   |                                              |                                              |
| シンガポール | シンガポール                                 | シンガポール・チャンギ国際空港                     |                                              |                                              |
| タイ | バンコク                                     | スワンナプーム国際空港                             |                                              |                                              |
| フィリピン | マニラ                                       | ニノイ・アキノ国際空港                             | (2025年10月1日より運航開始予定)              |                                              |
| 西アジア |                                              |                                                    |                                              |                                              |
| バーレーン | マナーマ                                     | バーレーン国際空港                                 |                                              |                                              |
| クウェート | クウェートシティ                             | クウェート国際空港                                 |                                              |                                              |
| オマーン | マスカット                                   | マスカット国際空港                                 |                                              |                                              |
| オマーン | サラーラ                                     | サラーラ国際空港                                   |                                              |                                              |
| カタール | ドーハ                                       | ハマド国際空港                                     |                                              |                                              |
| サウジアラビア | リヤド                                       | キング・ハーリド国際空港                           |                                              |                                              |
| サウジアラビア | ジェッダ                                     | キング・アブドゥルアズィーズ国際空港               |                                              |                                              |
| サウジアラビア | ダンマン                                     | キング・ファハド国際空港                           |                                              |                                              |
| アラブ首長国連邦 | ドバイ                                       | ドバイ国際空港                                     |                                              |                                              |
| アラブ首長国連邦 | アブダビ                                     | アブダビ国際空港                                   |                                              |                                              |
| アラブ首長国連邦 | アル・アイン                                 | アルアイン国際空港                                 |                                              |                                              |
| アラブ首長国連邦 | シャールジャ                                 | シャールジャ国際空港                               |                                              |                                              |
| オセアニア |                                              |                                                    |                                              |                                              |
| オーストラリア | シドニー                                     | シドニー国際空港                                   |                                              |                                              |
| オーストラリア | メルボルン                                   | メルボルン空港                                     |                                              |                                              |
| ヨーロッパ |                                              |                                                    |                                              |                                              |
| イギリス | ロンドン                                     | ロンドン・ヒースロー空港                           |                                              |                                              |
| イギリス | バーミンガム                                 | バーミンガム国際空港                               |                                              |                                              |
| フランス | パリ                                         | シャルル・ド・ゴール国際空港                       |                                              |                                              |
| ドイツ | フランクフルト                               | フランクフルト空港                                 |                                              |                                              |
| イタリア | ローマ                                       | フィウミチーノ空港                                 |                                              |                                              |
| イタリア | ミラノ                                       | ミラノ・マルペンサ空港                             |                                              |                                              |
| 北アメリカ |                                              |                                                    |                                              |                                              |
| カナダ | トロント                                     | トロント・ピアソン国際空港                         |                                              |                                              |
| カナダ | バンクーバー                                 | バンクーバー国際空港                               |                                              |                                              |
| アメリカ合衆国 | ニューヨーク                                 | ジョン・F・ケネディ国際空港                        |                                              |                                              |
| アメリカ合衆国 | ニューヨーク                                 | ニューアーク・リバティー国際空港                   |                                              |                                              |
| アメリカ合衆国 | ロサンゼルス                                 | ロサンゼルス国際空港                               |                                              |                                              |
| アメリカ合衆国 | シカゴ                                       | シカゴ・オヘア国際空港                             |                                              |                                              |
| アフリカ |                                              |                                                    |                                              |                                              |
| ケニア | ナイロビ                                     | ジョモ・ケニヤッタ国際空港                         |                                              |                                              |
| タンザニア | ダルエスサラーム                             | ジュリウス・ニエレレ国際空港                       |                                              |                                              |
| 休・廃止路線 |                                              |                                                    |                                              |                                              |
| 日本 | 東京                                         | 成田国際空港                                       | 2025年3月30日まで。 羽田へ移管された。       |                                              |
| 日本 | 大阪                                         | 関西国際空港                                       | 香港経由。2019年9月17日まで                  |                                              |

## 特徴

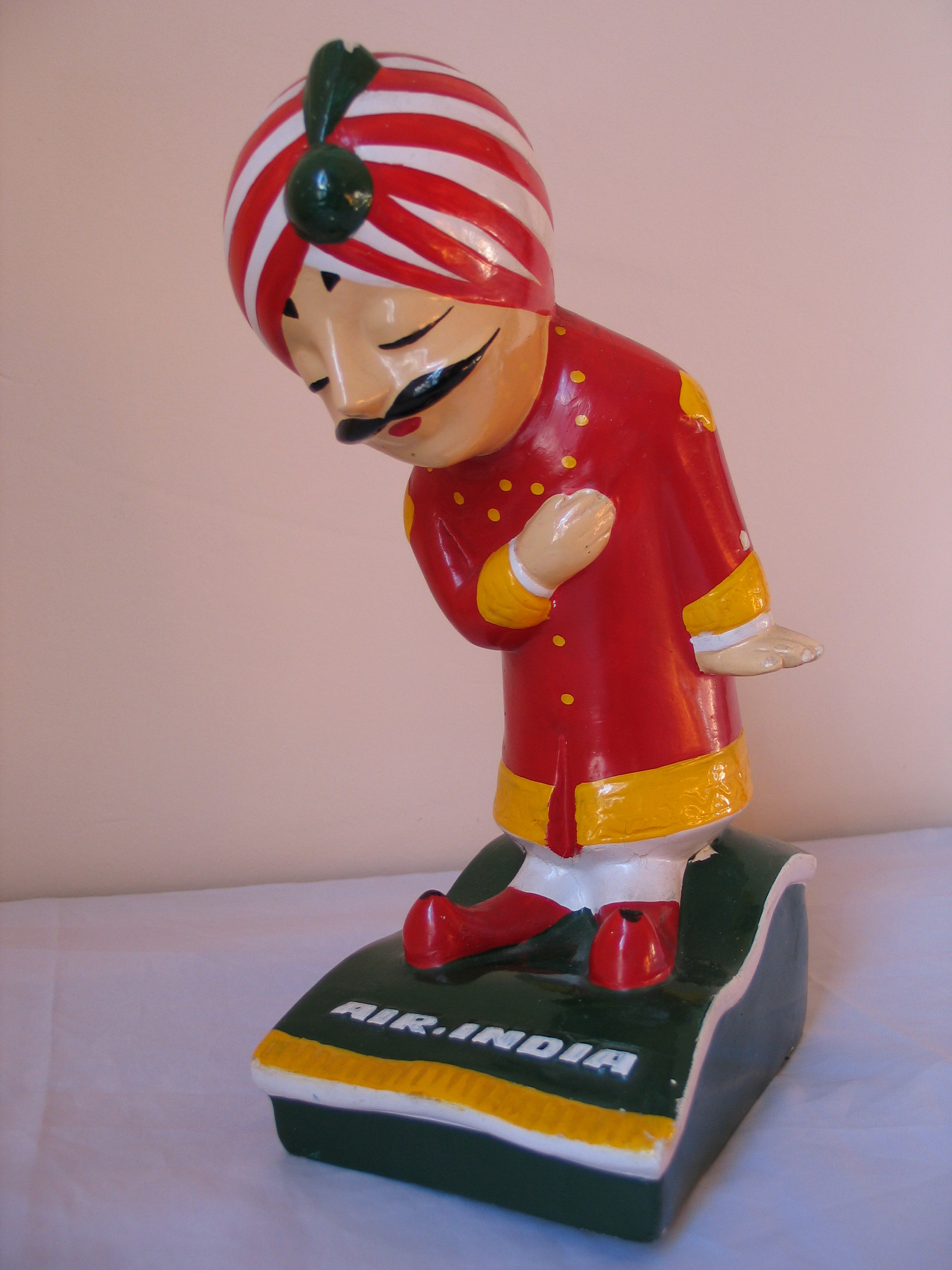
長年マスコットとして使用されている「マハラジャくん」

客室乗務員はサリーを着用、機内食はインドカレーを提供、機内映画もインド映画を多く上映するなど、フラッグ・キャリアとしてインド人の利用者向けのサービスを前面に出している。
機内食のカレーはインディカ米を使いヒンドゥー教徒が食べられる鶏肉と菜食主義者向けが設定されているなど、本格的なものである。2017年にはエコノミー席の機内食で肉類を提供しないことを決定した。乗客の中心であるインド人には菜食主義が多いため、肉の廃棄率が高いことを受けての措置という。和食や中華などカレー以外の料理が非ベジタリアン向けに設定されている。大半の乗客がカレーを選択することや、カレーの一部は菜食主義者向けのベジタブルカレーであるため、路線によってはカレーが足りず選べないこともある。またドリンクとしてチャイが提供されているが、路線によっては選べないこともある。インドで食事後に口直しとして出されるフェンネル・シードも付いてくる。
「マハラジャくん」と通称されるマスコットキャラクターがおり、ヘッドレストのカバーなどにプリントされている。
機内食の提供後は一定時間客室の電源を落とすため、787では電子シェードが操作できないなどの不便な点もある。
2018年時点では、機体外部やエコノミー席では客室内の清掃やエンターテインメント設備の補修が行き届いていない機体もある。なおエコノミー席では空いている席の設備を利用できるため、使う際だけ移動することが可能である。

## エピソード
1966年、不二家らとのタイアップで『オバケのQ太郎』の絵を描いてデンマーク、ケニアへ行こうという懸賞企画に参加していたことがあり、高い注目を浴びたことがあった。

## コードシェア
2024年5月現在、以下の航空会社とコードシェア提携を行っている。※はスターアライアンス加盟会社
- エア・カナダ ※[40]
- アエロフロート・ロシア航空
- アシアナ航空 ※
- オーストリア航空※
- エジプト航空 ※
- エチオピア航空※
- 香港航空[41]
- クウェート航空
- ルフトハンザドイツ航空 ※
- シンガポール航空 ※
- 南アフリカ航空 ※
- スリランカ航空
- スイス インターナショナル エアラインズ※
- ターキッシュ・エアラインズ ※
- エバー航空※
- 全日本空輸※
- LOTポーランド航空※

## 系列会社
- エア・インディア・エクスプレス

## 事件・事故
- カシミールプリンセス号爆破事件
- エア・インディア101便墜落事故
- エア・インディア855便墜落事故
- エア・インディア182便爆破事件
- エア・インディア171便墜落事故

## 参照
1. 1 2  日本放送協会. “エア・インディア 欧米から航空機470機購入 契約総額10兆円超 | NHK”. NHKニュース. 2023年2月15日閲覧。
2. ↑  “エア・インディア、旅客機を空前絶後の”爆買い”！ 計470機…この数字はどれだけ規格外なのか”. 乗りものニュース (2023年2月18日). 2023年9月12日閲覧。
3. ↑  “How the Maharaja got his wings via @tatacompanies” (英語). www.tata.in. 2025年7月16日閲覧。
4. ↑  “Air India : The History of The Aircraft Fleet - Airwhiners.net”. www.airwhiners.net. 2025年7月16日閲覧。
5. ↑  “The dying Maharaja’s last sigh” (英語). www.sunday-guardian.com. 2025年7月16日閲覧。
6. ↑  エアインディアがスターアライアンスに加盟 - ANA企業情報
7. ↑  Star Alliance and Air India put Air India's alliance membership application on hold - STAR ALLIANCE
8. ↑  エアインディアのスターアライアンスへの加盟の保留について - ANA企業情報
9. ↑  スターアライアンスとエアインディアが、加盟に向けたプロセスを再開（ANAプレスリリース 2013年12月13日）
10. ↑  AIR INDIA JOINS STAR ALLIANCE（スターアライアンス　2014年7月11日）
11. ↑  “インド政府、国営エア・インディアの全株売却へ 入札情報発表”.   AFP (2020年1月27日). 2020年1月27日閲覧。
12. ↑  “Explained: What is the Air India data breach that has hit its customers?” (英語). The Indian Express (2021年5月27日). 2025年7月16日閲覧。
13. ↑  “国営航空会社エア・インディア、民営化でタタ・グループ傘下に(インド) | ビジネス短信”. ジェトロ. 2022年5月3日閲覧。
14. ↑  “インド航空大手、エアアジア系子会社を買収…渡航制限の緩和で再編加速”. 読売新聞オンライン (2022年11月3日). 2022年11月3日閲覧。
15. ↑  エア・インディア、ビスタラと合併　タタ財閥傘下で再編
16. ↑  エアインディア向けのA350型機の初号機が初飛行 新造機ながら元アエロフロートロシア航空向けの機材 2023年8月13日 sky-budget
17. ↑  “Air India-Vistara merger takes off: Fleets of both airlines to formally combine today – All you need to know”. The Financial Express. (2024年11月12日) 2024年11月12日閲覧。
18. ↑  成田発便は、ボーイング777-200LR型機または同300ER型機にて運航していた。
19. ↑  エア・インディア、787就航は10月31日から FlyTeam　2013年10月29日付
20. ↑  エア・インディア、787-8を成田/デリー線に投入開始 FlyTeam　2013年11月18日付
21. ↑  sky-budget (2019年9月16日). “エアインディア、本日17日の運航をもって関西～香港経由～デリー線を運休へ | sky-budget スカイバジェット”. 2025年3月31日閲覧。
22. ↑  “エア・インディア、3月31日より羽田発着に 成田から移転 ANAとのコードシェアも拡大 | FlyTeam ニュース”. FlyTeam(フライチーム). 2025年3月6日閲覧。
23. ↑  エア・インディア、タタ傘下で運営改善　定時運航率首位
24. ↑  “Air India Fleet Details” (英語). Planespotters.net. 2024年7月4日閲覧。
25. 1 2 3 4  “Air India changes aircraft order with Airbus, cites 'business requirements'” (英語). Business Standard. 2024年7月4日閲覧。
26. 1 2 3 4  “Orders and deliveries” (英語). Airbus. 2024年10月11日閲覧。
27. 1 2 3 4  “Air India buys 85 Airbus jets, eyes more Boeings, sources say” (英語). Reuters. 2024年10月11日閲覧。
28. ↑  “Air India Introduces Next-Gen Airbus A320neo Cabins” (英語). Simple Flying. 2024年7月4日閲覧。
29. 1 2 3 4 5  “Air India Selects Up to 290 Boeing Jets to Serve Its Strategy for Sustainable Growth” (Press release) (英語). Boeing. 2024年7月4日閲覧.
30. ↑  “エア・インディア、新塗装機デザイン発表！12月から運航 | FlyTeam ニュース”. FlyTeam(フライチーム). 2025年7月16日閲覧。
31. ↑  “エア・インディア、新デザイン初号機A350-900公開！今冬から運航開始 | FlyTeam ニュース”. FlyTeam(フライチーム). 2025年7月16日閲覧。
32. ↑  “Air India Schedule Delhi – Manila 4Q25 Launch”. 2025年6月6日閲覧。
33. 1 2 3 4 5 6 7 8 9  “機内食図鑑(26) 香港行きのみでも利用OK! エアインディアの機内食は本格インドカレー”. マイナビニュース (2018年6月6日). 2023年2月15日閲覧。
34. 1 2  “エアインディアって？スタッフ搭乗レポート！ │ HIS スタブロ”. eco.his-j.com. 2023年2月15日閲覧。
35. ↑  “印航空会社、一部機内食を「肉なし」に コスト削減へ”. CNN.co.jp. 2023年2月15日閲覧。
36. ↑  藤子・F・不二雄大全集・別巻2 Fの森の大冒険、小学館、2011年8月25日刊
37. ↑  Code - Share Partners（エアインディア公式サイト）
38. ↑  Our codeshare and other airline partners（エアカナダ公式サイト（
39. ↑  Air India signs code-share tie with Hong Kong Airlines（エアインディア公式サイト）